# الدوري الأمريكي لكرة السلة للمحترفين 2021–22
كان موسم الدوري الأمريكي لكرة السلة للمحترفين 2021-22 هو الموسم 76 من الرابطة الوطنية لكرة السلة (NBA). عاد الدوري الأمريكي للمحترفين لموسم عادي كامل مكون من 82 مباراة في جدوله المعتاد من منتصف أكتوبر إلى منتصف أبريل للمرة الأولى منذ موسم 2018-19، بعد موسمين مختصرين بسبب وباء كوفيد-19. بدأ الموسم العادي في 19 أكتوبر 2021، وانتهى في 10 أبريل 2022. تم لعب مباراة إن بي أي أول-ستار لعام 2022 في روكيت مورغج فيلدهاوس في كليفلاند في 20 فبراير 2022. بدأت تصفيات الدوري الأمريكي للمحترفين 2022 في 16 أبريل 2022، وانتهت في 16 يونيو بفوز غولدن ستايت ووريورز على بوسطن سيلتيكس في نهائيات الدوري الأمريكي للمحترفين 2022.